# Uvaberget Tenhult
Uvaberget Tenhult är ett naturreservat i Rogberga socken i Jönköpings kommun i Småland.
Området är skyddat sedan 2013 och är 37 hektar stort. Det är beläget 2 km söder om Tenhult
Reservatet är ett dramatiskt naturområde med branta klippväggar och rasbranter ner mot Tenhultasjön. Uvaberget reser sig högt och ger vacker utsikt. I området växer barrblandskog med gamla och grova lågor av gran. Det finns även gamla vidkroniga och senvuxna tallar.

## Källor

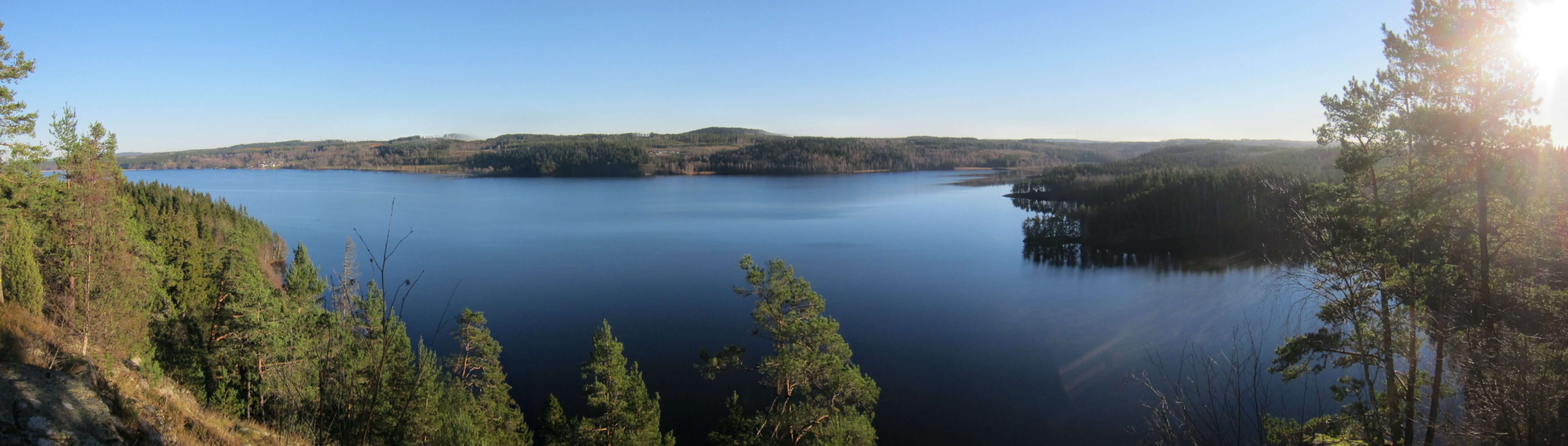
Panorama över Tenhultasjön från naturreservatet Uvaberget